# Sjögestad
Sjögestad är en tätort i Linköpings kommun, Östergötland och kyrkbyn i Sjögestads socken. 
Samhället ligger vid Södra stambanan och gamla riksettan mellan Mantorp och Vikingstad, 16 km väster om Linköping. 

## Befolkningsutveckling
| Befolkningsutvecklingen i Sjögestad 1960–2020                     | Befolkningsutvecklingen i Sjögestad 1960–2020 | Befolkningsutvecklingen i Sjögestad 1960–2020 | Befolkningsutvecklingen i Sjögestad 1960–2020 | Befolkningsutvecklingen i Sjögestad 1960–2020 |
| ----------------------------------------------------------------- | --------------------------------------------- | --------------------------------------------- | --------------------------------------------- | --------------------------------------------- |
|                                                                   |                                               |                                               |                                               |                                               |
| År                                                                |                                               |                                               | Folkmängd                                     | Areal (ha)                                    |
| 1960                                                              | 1960                                          |                                               | 172                                           | ¤                                             |
| 1965                                                              | 1965                                          |                                               | 207                                           |                                               |
| 1970                                                              | 1970                                          |                                               | 217                                           | 30                                            |
| 1975                                                              | 1975                                          |                                               | 258                                           | 40                                            |
| 1980                                                              | 1980                                          |                                               | 346                                           | 40                                            |
| 1990                                                              | 1990                                          |                                               | 329                                           | 41                                            |
| 1995                                                              | 1995                                          |                                               | 305                                           | 41                                            |
| 2000                                                              | 2000                                          |                                               | 293                                           | 41                                            |
| 2005                                                              | 2005                                          |                                               | 295                                           | 41                                            |
| 2010                                                              | 2010                                          |                                               | 300                                           | 41                                            |
| 2015                                                              | 2015                                          |                                               | 307                                           | 52                                            |
| 2020                                                              | 2020                                          |                                               | 279                                           | 32                                            |
| Anm.: Ny tätort 1965 ¤ Som tätortsbebyggelse med 150-199 invånare |                                               |                                               |                                               |                                               |

## Samhället
Sjögestads kyrka och merparten av samhället ligger på järnvägens södra sida. 
Bebyggelsen består främst av enfamiljsvillor byggda före 1980 samt några hyresrätter. Skolan lades ner 2004 och ersattes med en kommunal förskola med två avdelningar om totalt cirka 32 barn. Förutom förskolan finns två lekplatser i samhället. 
Omlandet består av den bördiga östgötaslätten. Ett stycke sydväst om tätorten ligger Lunnevads folkhögskola och i nordväst finns Sjögestad motell som utger sig för att vara det äldsta i Sverige. Postadressen är Vikingstad.

## Näringsliv
I och i anslutning till samhället finns ett antal mindre företag och industrier samt flera jordbruk. Pendling sker främst till Linköping och Östgötatrafiken har frekventa turer till Vikingstad station med linje 574.

## Idrott
Idrottsklubben IK Sjöge bildades 1950 och är aktiv inom bland annat fotboll och bordtennis. Vid idrottsplatsen finns klubblokal med en fullstor fotbollsplan samt en mindre grusad fotbollsplan/isrink med modern ledbelysning. Bordtennis spelas på 6 bordtennisbord i Sjögemagasinet norr om järnvägen. Det finns även en asfalterad tennisplan med basketkorg mitt i samhället.
För de löpsugna finns det cirka 2 km långa motionsspåret Lunnevadsspåret i Lunnevad där tipspromenader anordnas vår och höst.